# Alfred Přibram

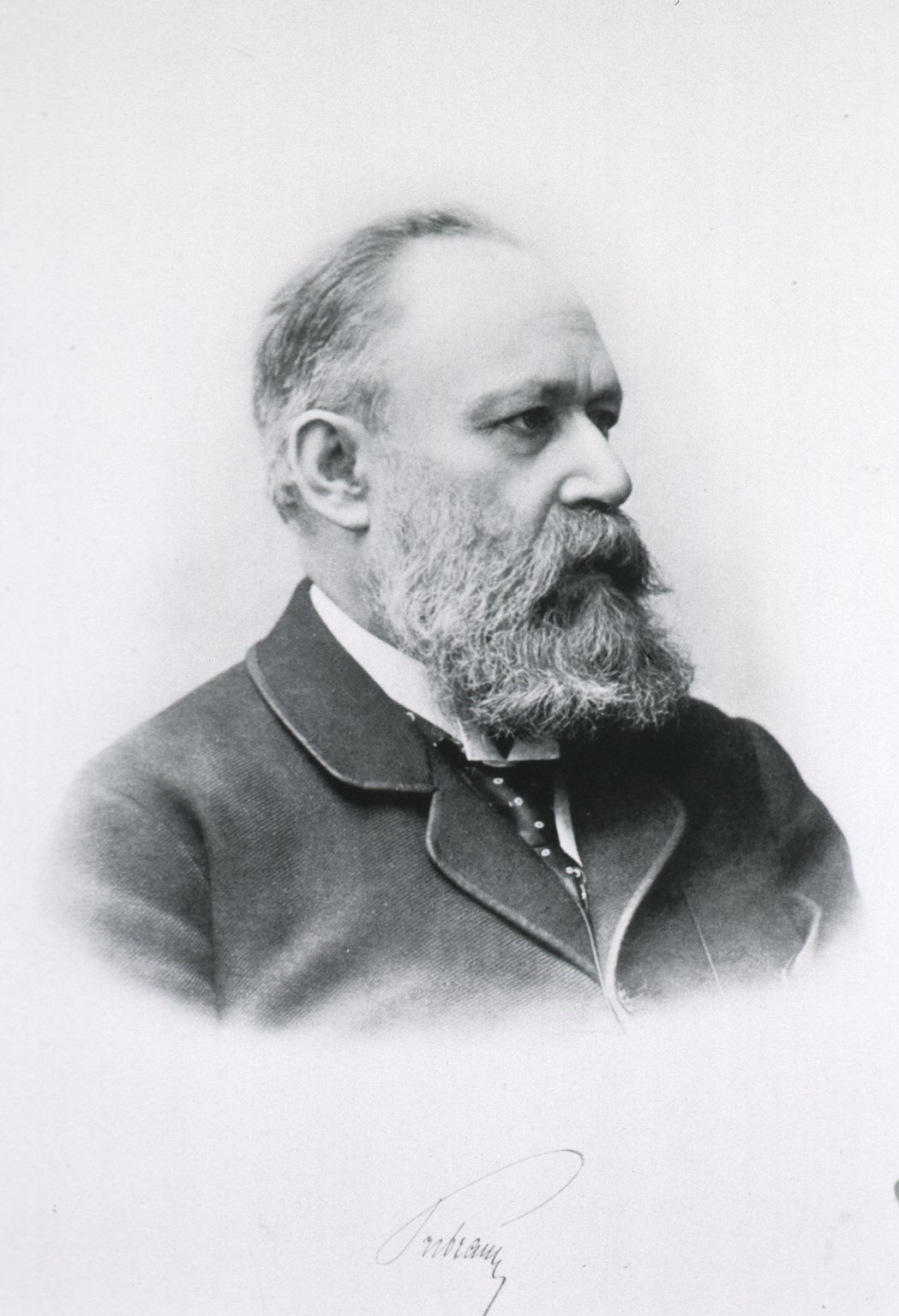
Alfred Přibram

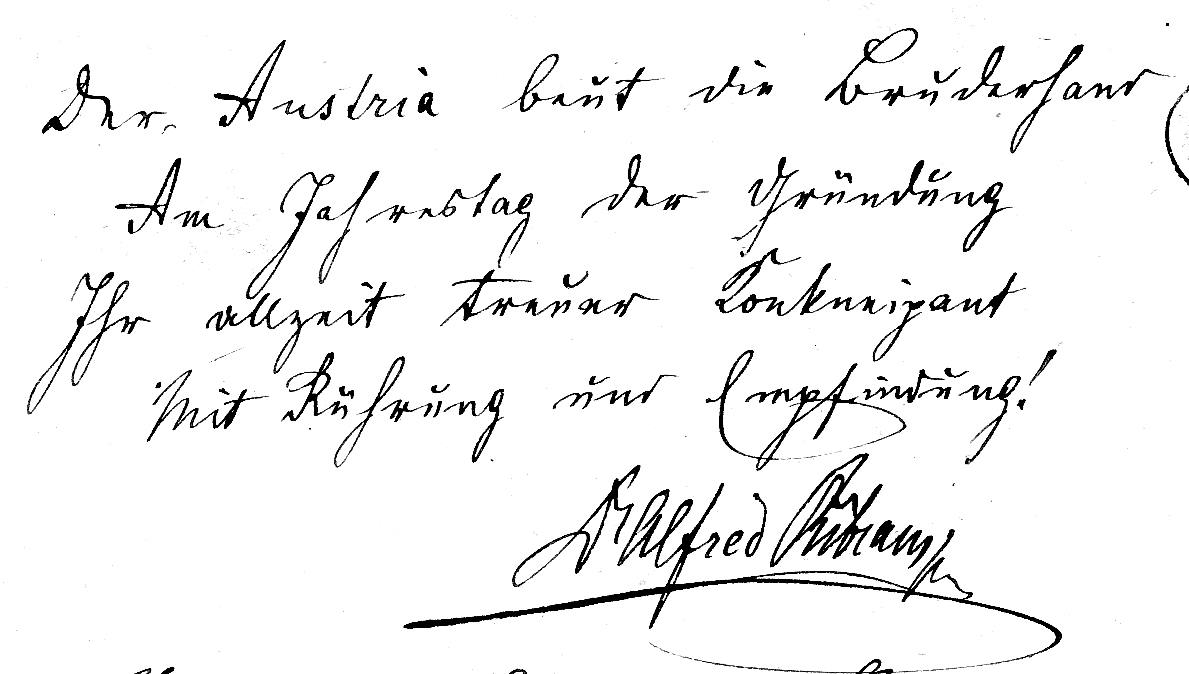
Gästebucheintrag Přibrams vom 23. Februar 1862

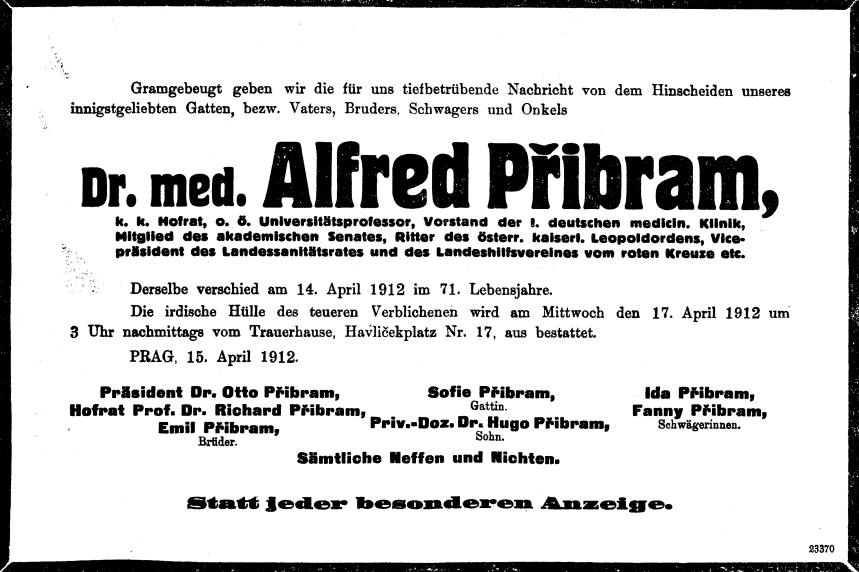
Todesanzeige der Familie für Alfred Přibram

Alfred Přibram (* 11. Mai 1841 in Prag; † 14. April 1912 ebenda) war ein böhmischer Internist und entstammt der Medizinerfamilie Přibram.

## Leben
Als Sohn des angesehenen Arztes Emanuel Přibram schon sehr früh an Medizin interessiert, hörte Alfred Přibram bereits mit 15 Jahren medizinische Vorlesungen an der Karls-Universität Prag. In Prag wurde er 1862 Mitglied des Corps Austria. Im Jahr 1861 promovierte er als Allgemeinmediziner und 1862 als Chirurg. Přibram war dann als Sekundararzt am Allgemeinen Krankenhaus in Prag tätig und beschäftigte sich nebenbei mit medizinisch-chemischen und mikroskopischen Studien. Von 1867 bis 1871 war er Assistent an der II. Medizinischen Klinik bei Anton von Jaksch. Seit 1871 habilitierter Privatdozent für Pathologie, wurde er 1873 von der Universität Prag zum Extraordinarius ernannt. Von 1877 bis 1881 wirkte er als Vorstand der medizinischen Poliklinik. 1881 wurde er zum o. Professor der speziellen Pathologie und Therapie und zum Vorstand der neu errichteten III. Medizinischen Klinik, der späteren II. Medizinischen Klinik der (deutschen) Karl-Ferdinands-Universität, ernannt. 1884 wurde er Nachfolger von Joseph Halla als Vorstand der I. Deutschen Medizinischen Klinik. 1897 wurde er zum Hofrat ernannt. Später war er Vizepräsident des Landessanitätsrates.
Přibrams Publikationen galten u. a. dem Rheuma, Typhus und dem Rückfallfieber. Er galt als ein hervorragender Lehrer und Kliniker, den insbesondere die Therapie interessierte. Er bildete zahlreiche bedeutende Internisten aus, darunter Eduard Bloch.
Er war der Vater des Internisten Hugo Přibram und Bruder des Chemikers Richard Pribram.

## Schriften
- (mit J. Robitschek): Die Prager Cholera-Epidemie des Jahres 1866. Eine epidemiologische und klinische Studie, in: Vierteljahrschrift für die praktische Heilkunde von der medicinischen Facultät in Prag, 1868, S. 103–168
- Der acute Gelenkrumatismus, Wien 1899
- Die Neurasthenie und ihre Behandlung, 1889
- Über die Pubertätsalbuminurie, in: Prager Med. Wochenschrift. 29,1-3, Prag 1904.
- Grundzüge der Therapie, 1907